# El guerrer de les galàxies
El guerrer de les galàxies (títol original: The Last Starfighter) és una pel·lícula estatunidenca dirigida per Nick Castle i estrenada l'any 1984. Ha estat doblada al català.

## Argument
Alex Rogan és un jove que viu amb la seva mare i el seu germà petit en un trailer park (comunitat de mòbil homes): el Starlite, Starbrite. Comparteix el seu temps entre la seva amiga Maggie i els habitants del caravaning que li demanen constantment ajuda i petits serveis. Quan troba finalment una mica de temps per ell, juga a Starfighter, un vídeojoc shoot'em up sobre fita d'arcade l'eslògan del qual és: « Hola Starfighter , heu estat reclutat per la lliga estelar per defensar la frontera contra Xur i l'exèrcit Ko-Dan ».
Un vespre, Alex bat el rècord del joc sota els ulls admiratius de tots els habitants del caravaning. Poc després, un estrany vehicle arriba. A bord, Centauri, un home que anuncia que és el creador del joc Starfighter.  Li diu que el joc és en realitat un simulador per descobrir els que tenen la capacitat de conduir una nau de combat estelar i que l'amenaça de Xur i de l'exèrcit Ko-Dan és ben real.

## Repartiment
- Lance Guest: Alex Rogan / Betadroide Alex
- Catherine Mary Stewart: Maggie Gordon
- Robert Preston: Centauri
- Dan O'Herlihy: Grig
- Barbara Bosson: Jane Rogan
- Chris Hebert: Louis Rogan
- Norman Snow: Xur
- Meg Wyllie: l'àvia Gordon
- Wil Wheaton

## Al voltant de la pel·lícula
Starfighter  és la primera pel·lícula a presentar una nau espacial realista en imatges de síntesi calculada en el supercalculador Cray X-MP. L'aspecte de les naus és pròxima de l'imaginari dels videojocs en els quals la pel·lícula s'inspira. La pel·lícula conté aproximadament una vintena de minuts d'escenes espacials totalment virtuals, cosa que és una gesta per l'època.